# Maria Elena Bottazzi
Maria Elena Bottazzi (Genova, ...) è una microbiologa honduregna naturalizzata statunitense di origine italiana.
Docente di biologia alla Baylor University di Waco, è caporedattrice di "Springer's Current Tropical Medicine Reports".
Lei e Peter Hotez hanno guidato il team che ha progettato il vaccino anti-COVID-19 Corbevax, offerto senza licenza per la proprietà intellettuale in modo da essere accessibile a tutti.

## Biografia
Figlia di un diplomatico honduregno, Bottazzi è nata in Italia; si trasferì in Honduras quando aveva otto anni. Ha studiato microbiologia e chimica clinica presso l'Università Nazionale Autonoma dell'Honduras (1989), poi ha conseguito un dottorato in immunologia molecolare e patologia sperimentale presso l'Università della Florida nel 1995. Ha completato il lavoro post-dottorato in biologia cellulare presso l'Università di Miami (1998) e l'Università della Pennsylvania (2001).

## Carriera scientifica
Bottazzi è Decano Associato della National School of Tropical Medicine presso il Baylor College of Medicine e Distinguished Professor of Biology presso la Baylor University, Waco, Texas.
Insieme a Peter Hotez, Bottazzi gestisce il Texas Children's Hospital Center for Vaccine Development.  Il centro sviluppa vaccini per le malattie tropicali trascurate e altre malattie emergenti e infettive. Uno di questi vaccini era un vaccino SARS-CoV che era pronto per le sperimentazioni umane nel 2016, ma all'epoca il team non riusciva a trovare nessuno interessato a finanziarlo. Con l'inizio della pandemia di COVID-19, Bottazzi e Hotez si sono assicurati finanziamenti per sviluppare Corbevax, un vaccino COVID-19 offerto dal loro gruppo senza prendere una tassa di licenza per la proprietà intellettuale, nella speranza di ridurre i costi della vaccinazione. Impiega anche la tecnologia delle proteine ricombinanti, utilizzata nei vaccini dal 1980 (come il vaccino contro l'epatite B), con la speranza che questo sarebbe più facile da produrre per i produttori rispetto alla più recente tecnologia mRNA.
Nel dicembre 2021, Corbevax ha ricevuto l'autorizzazione all'uso di emergenza dall'India, che ha preordinato 300 milioni di dosi.
Nel febbraio 2022 Lizzie Fletcher, membro della Camera dei rappresentanti del Texas, ha proposto la candidatura di Bottazzi e Hotez per il Nobel per la Pace.

## Riconoscimenti
Nel 2017 Bottazzi ha ricevuto l'Orden Gran Cruz Placa de Oro.
Nel 2022 ha ricevuto il Premio LericiPea Golfo dei Poeti, sezione Poeti e Artisti liguri nel mondo.